# جزيرة دبدوب
جزيرة دبدوب مسلسل رسوم متحركة بريطاني يتكون من 39 حلقة عرض لأول مره في 29 سبتمبر 1997 واستمر عرضه حتى 21 ديسمبر 1999 . تمت دبلجة المسلسل للغة العربية.

## الأصوات العربية
قام بأداء الأدوار
- ماهر الآغا
- لؤي مسلم
- ليندا دعنا
- داود عفيشات
- عزام يوسف
- سعاد العوضي

## طاقم العمل في النسخة العربية
مؤسسة البشائر للإنتاج والتوزيع الفني العالمي تقدم: جزيرة دبدوب
كلمات الشارة: فهد رمضان
ألحان وتوزيع: باسل الوهاب
أنشاد: العنود (غير مدرج)
مونتاج ومكساج: فارس النائب
مدير الإنتاج: أحمد خضر
تنفيذ الدوبلاج

مؤسسة البشائر للإنتاج والتوزيع الفني العالمي

ص.ب: 4679 عمان 11131 الاردن

تلفاكس: 5515219

خلوي: 5683529_079

E-mail: albashaer_2000@yahoo.com
الإشراف الفني: بلال محمد صوالحة
الإشراف العام: زياد فايز

## روابط خارجية
- جزيرة دبدوب على موقع IMDb (الإنجليزية)
- جزيرة دبدوب على موقع كينوبويسك (الروسية)
- جزيرة دبدوب على موقع قاعدة بيانات الفيلم (الإنجليزية)
- Official EBU Website
- Eurovision Children and Youth Television Programmes
- Steve Walker's Biography & CV